# OpenServer
Xinuos OpenServer, dříve SCO UNIX a SCO Open Desktop (SCO ODT), je closed-source verze počítačového operačního systému Unix vyvinutá společností Santa Cruz Operation (SCO) a nyní spravovaná společností Xinuos.

## Historie

### SCO UNIX/SCO Open Desktop
SCO UNIX byl nástupcem SCO Xenix odvozeným z AT&T System V Release 3.2 s příměsí ovladačů zařízení a obslužných programů Xenixu. SCO UNIX System V/386 Release 3.2.0 byl vydán v roce 1989 jako komerční nástupce SCO Xenix. Základní operační systém nezahrnoval práci v síti pomocí TCP/IP nebo grafické zobrazení pomocí X Window System. Krátce po vydání tohoto základního operačního systému dodala SCO integrovaný produkt pod jménem SCO Open Desktop neboli ODT. V roce 1994 byl vydán SCO MPX – doplňkový balíček umožňující multi-processing.
Ve stejné době dokončila firma AT&T sloučení vlastností systémů Xenix, BSD, SunOS a System V do verze System V Release 4. SCO UNIX zůstal založen na System V Release 3, ale posléze byl doplněn o vlastní verze hlavních rysů Release 4.
Vydání SCO UNIX 3.2v4.0 a Open Desktop 2.0 v roce 1992 přineslo podporu dlouhých názvů souborů a symbolických odkazů. Rok 1995 přinesl přejmenování na OpenServer Release 5.0.0, podporu formátu ELF, dynamických knihoven a zdynamizování mnoha struktur jádra.

### SCO OpenServer
SCO OpenServer 5, operační systém založený na AT&T UNIX System V Release 3, byl poprvé vydán firmou Santa Cruz Operation v roce 1992. Byl založen na verzi SCO UNIX 3.2v4, stal se primárním produktem společnosti SCO a základem pro produkty jako PizzaNet (první internetový potravinový dodávkový systém vytvořený ve spolupráci s Pizza Hut) a Global Access (první obchodně koncesovaný komplexní internetový operační systém). Díky široké instalační základně pokračuje SCO OpenServer 5 v důležitých aktualizacích, nejnověji z března 2008.
SCO OpenServer 6, operační systém založený na AT&T UNIX System V Release 4.2MP, byl poprvé vydán společností SCO Group v roce 2005. Zahrnuje podporu pro velké soubory, operační paměť a jádro umožňující multi-threading. Označuje se jako SVR5. SCO OpenServer 6 obsahuje jádro UnixWare 7 SVR5, které je doplněné o komunikační rozhraní ABI a API, systém řízení a uživatelská prostředí OpenServeru 5.
SCO OpenServer byl původně dodáván do malých a středních podniků. Je hojně využíván v malých kancelářích, pokladních systémech (POS), kopírovacích centrech a ve firemních databázových sítích. Mezi významné klienty SCO OpenServer patří McDonald's, Taco Bell, Big O Tires, Pizza Hut, Costco pharmacy, NASDAQ, burzovní dům The Toronto Stock Exchange, Banco do Brasil, mnoho dalších bank v Rusku a Číně a také železnice v Indii.

### SCO Skunkware / Open Source
Všechny verze SCO OpenServer obsahují významné open-source komponenty včetně BIND/X11/Sendmail/DHCP/Perl/Tcl a dalších. Pozdější vydání jsou v balíčku s řadou dalších open-source aplikací včetně Apache, Samba, MySQL, PostgreSQL, OpenSSH, Mozilla, KDE, různých druhů grafických webových a X11 knihoven (gwxlibs). V poslední době je součástí distribuce také kancelářský balík OpenOffice.
Všechny verze distribuce operačních systémů SCO včetně SCO OpenServer mají také rozsáhlý soubor open-source balíčků dostupných zdarma ke stažení na stránkách SCO Skunkware.

### Sloučení s UnixWare
SCO koupila od firmy Novell v roce 1995 práva na distribuci systému UnixWare a jeho zdrojový kód System V Release 4. Novell si ponechal autorské právo a patent na Unix, zatímco SCO vlastní další odvozené produkty vyvinuté od tohoto data. SCO tak byla schopna použít některé kódy z této verze UnixWare v pozdějším vydání OpenServeru. Stalo se tak ve verzi Release 6, zejména v oblasti kompilačního systému, systému rozhraní UDI a USB subsystému.
Na konci 90. let 20. století bylo na celém světě kolem 15 000 koncových prodejců, kteří nabízeli řešení pro zákazníky systémů SCO Unix.
2. srpna 2000 SCO oznámila, že prodává svá oddělení serverového softwaru a oddělení služeb, stejně jako technologie UnixWare a OpenServer, firmě Caldera Systems, Inc. Prodej byl dokončen v květnu roku 2001. Zbývající část společnosti SCO – divize Tarantella změnila jméno na Tarantella, Inc., zatímco firma Caldera se přejmenovala na „Caldera International“ a poté v roce 2002 na SCO Group.

### SCO Group
SCO Group nadále vyvíjí OpenServer. V současnosti také pokračuje v údržbě nyní již zastaralé řady 5.0.x odvozené z 3.2v5.0.x; nejnovější z této řady je verze 5.0.7.
22. června 2005 byl jako první z řady 6.0.x vydán OpenServer 6.0 pod označením „Legend“. SCO OpenServer 6 je založen na unixovém jádru System V Release 5 a nabízí multi-threadingovou podporu pro C, C++ a Java aplikace skrze rozhraní POSIX. OpenServer 6 podporuje na rozdíl od řady 5.0.x práci s vlákny na úrovni jádra.
Další změny oproti OpenServeru 5 zahrnují zdokonalení podpory více procesorů SMP (až do 32), podporu diskových oddílů větších než 1 TiB (větší síťové soubory jsou podporovány skrze NFSv3), výkonnější souborový systém a podporu operační paměti do výše 64 GiB.
OpenServer 6.0 udržuje zpětnou kompatibilitu pro aplikace vyvinuté pro verzi Xenix 286 a novější.

### Otázka autorských práv
V pátek 10. srpna 2007 rozhodl americký okresní soud v případu SCO versus Novell tak, že Novell je vlastníkem autorských práv na Unix a UnixWare vyvinuté před rokem 1995. To umožňuje Novellu zpětně vyžadovat od společnosti SCO jí vybrané licenční poplatky vztahující se k těmto autorským právům. Případ není zcela dořešen.